# Ручкино (Псковская область)
Ручкино — деревня в Опочецком районе Псковской области. Входит в состав Болгатовской волости. 
Расположена в 32 км к северо-востоку от города Опочка, в 6 км к северо-востоку от деревни Болгатово, восточнее деревни Высоцкое.
Численность населения по состоянию на 2000 год составляла 16 человек, на 2011 год — 6 человек.